# 大熊座U
大熊座U，又名BD+60 1246，HD 88651、SAO 15129、HR 4008，是大熊座的一颗恒星，视星等为6.25，位于銀經150.91，銀緯47.77，其B1900.0坐标为赤經10h 8m 13.7s，赤緯+60° 47.77′ 52″。